# هيلين تويلفترس
هيلين تويلفترس (بالإنجليزية: Helen Twelvetrees) هي ممثلة أمريكية، ولدت في 25 ديسمبر 1908 ببروكلين في الولايات المتحدة، وتوفيت في 13 فبراير 1958 في الولايات المتحدة بسبب جرعة زائدة. بدأت مشوارها المهني سنة 1929.

## أعمال

### أفلام
- (1931) الصحراء الملونة

## وصلات خارجية
- هيلين تويلفترس على موقع IMDb (الإنجليزية)
- هيلين تويلفترس على موقع ألو سيني (الفرنسية)
- هيلين تويلفترس على موقع تيرنر كلاسيك موفيز (الإنجليزية)
- هيلين تويلفترس على موقع أول موفي (الإنجليزية)
- هيلين تويلفترس على موقع قاعدة بيانات برودواي على الإنترنت (الإنجليزية)
- هيلين تويلفترس على موقع قاعدة بيانات الأفلام السويدية (السويدية)
- هيلين تويلفترس على موقع إن إن دي بي (الإنجليزية)
- هيلين تويلفترس على موقع قاعدة بيانات الفيلم (الإنجليزية)
- هيلين تويلفترس على موقع كينوبويسك (الروسية)